# Стари надгробни споменици у Срезојевцима
Стари надгробни споменици у Срезојевцима (Општина Горњи Милановац) представљају релативно добро очувану споменичку целину и важан извор података за проучавање генезе становништва овог места.

## Срезојевци
Село Срезојевци налази се у југозападном делу општине Горњи Милановац. Граничи се са атарима села Бершићи, Дренова, Брезна, Леушићи, Прањани и чачанским селима Горња Горевница и Милићевци. Село је разбијеног типа, са шест засеока. Налази се на средокраћи путева Горњи Милановац-Пожега и Чачак-Ваљево.
Насеље је основано у средњем веку, а под овим именом први пут се помиње у аустријском попису 1718. године. Поновно насељавање започело је почетком 18. века, миграцијом становништва из Црне Горе, Старог Влаха, Босне и околине Ужица.
Сеоска слава је Бели четвртак.
Из Срезојеваца је кнегиња Љубица, супруга кнеза Милоша Обреновића.

### Сеоско гробље
Сачуван је релативно велики број старих надгробника преко којих се може пратити генеза споменика карактеристичних за овај крај. Хронолошки најстарији су масивни крстови и споменици у облику омањих вертикалних плоча са геометријским урезима. Бројчано доминирају споменици у облику стуба и вертикалне плоче на постољу узвишене крстом. По квалитету обраде истиче се споменик младићу Радивоју Вукомановићу који је умро у 21 години, рад каменоресца Јосифа Симића Теочинца. Нажалост, споменик је оштећен и склон паду.